# Ян Крупський
Ян Крупский пол. Jan Krupski (24 червня 1924, Закопане — 8 березня 2018) — польський альпініст, скелелаз, гірський рятувальник. Учасник багатьох рятувальних експедицій. Був почесним членом і президентом Клубу альпіністів-провідників у Закопане. Визнаний видатним провідником серед альпіністів світу.

## Життєпис
- У 1939 р. — учасник польського опору на захист народу.
- З 1941 р. почав професійно практикувати альпінізм, у тому числі в альпіністській групі Юзефа Узнанського, Юзефа Швєрка, Єжи Міткевича, Юзефа Янушковського, Олександра Тоболєвського, Євгенія Стжебонського. Стає активістом гірського туризму.
- З 1942 р. працюв на залізничній станції Закопане (в 1975–1982 став заступником залізничної станції Закопане).
- У 1943 р. зробив сходження по південній «синій» стороні гори Турня.
- З 1945 р. — член Клубу альпіністів, член волонтерської організації альпіністів швидкої допомоги.
- З 1950 р. стає гірськолижним інструктором.
- У 1951 р. стає альпіністом провідником 2-го класу, одержав ліцензію гіда.
- У 1955 р. робить сходження по східній стороні гори Гевонт.
- У 1957 р. зробив сходження по північній стороні гори Гевонт. Стає інструктором з альпінізму.
- З 1960 р. стає інструктором-провідником 1-го класу. Робить сходження на гору Великий Гевонт. Стає старшим інструктором.
- З 1961 р. — член виконавчого комітету альпіністського клубу в Закопане.
- З 1965 р. — член Комісії альпіністів у воєводстві й комісії, що екзаменує альпіністів провідників.
- У 1966–1980 рр. і з 1982 р. — президент Клубу альпіністів у Закопане.
- З 1974 р. став художником-аматором, котрий зображує на картинах гірські пейзажі, життя альпіністів рятувальників, портрети гідів.
- З 1975 р. почалися персональні виставки його картин у Закопане, у Кракові й Гдині.
- У 1976–1977 рр. — керівник експедиції в гори Кавказу.
- У 1978 р. зробив сходження в Альпи (на Менх). Організував перехід гір Татри.
- У 1979–1983 рр. з'являються репродукції його картин у каталозі художників м. Гдині, стають популярними два його вірші. Опублікував гумор про сходження в гори.
- 5 вересня 2004 р. визнаний видатним провідником серед альпіністів і нагороджений за заслуги[2].
- 15 листопада 2004 р. у Центрі гірського туризму м. Кракова відбулася художня виставка з його картинами.

## Публікації
- Transmisja ze wspinaczki («Tat.» 1947, nr 2-3); (пол.)
- Jak zdobyliśmy północną ścianę Giewontu («Sztandar Młodych» 1957, nr 169); (пол.)
- «Stacja końcowa Zakopane» / Ewa Jeleń, Jan Krupski. — Warszawa, 1999‏ r. (пол.)